# Cherry Bullet
Cherry Bullet (체리블렛) war eine südkoreanische Girlgroup der vierten K-Pop-Generation, die 2019 von FNC Entertainment gegründet wurde. Die Gruppe bestand anfangs aus zehn Mitgliedern: Haeyoon, Yuju, Mirae, Bora, Jiwon, Kokoro, Remi, Chaerin, Linlin und May. Cherry Bullet debütierte am 21. Januar 2019 mit der EP Let's Play Cherry Bullet. Der offizielle Fanclub-Name lautet Lullet.
Am 13. Dezember 2019 meldete FNC Entertainment, dass Mirae, Kokoro und Linlin die Gruppe verlassen haben und ihre Verträge mit der Agentur aufgelöst wurden. Cherry Bullet werde als siebenköpfige Gruppe weiter bestehen. Am 22. April 2024 gab FNC Entertainment bekannt, dass Cherry Bullet aufgelöst ist.

## Mitglieder
| Name                 | Geburtsname           | Geburtstag (Alter)     | Geburtsort | Position               |
| -------------------- | --------------------- | ---------------------- | ---------- | ---------------------- |
| Haeyoon 해윤         | Park Hae-yoon 박해윤  | 10. Januar 1996 (29)   | Suncheon   | Team leader Main Vocal |
| Yuju 유주            | Choi Yu-ju 최유주     | 5. März 1997 (31)      | Goyang     | Lead Vocal, Rap        |
| Bora 보라            | Kim Bo-ra 김보라      | 3. März 1999 (25)      | Suwan      | Main Vocal             |
| Jiwon 지원           | Heo Ji-won 허지원     | 4. September 2000 (24) | Seoul      | Lead Vocal, Rap        |
| Remi 레미            | Katsuno Rise 勝野莉世 | 26. April 2001 (23)    | Tokio      | Vocal, Main Dance      |
| Chaerin 채린         | Park Chae-rin 박채린  | 13. März 2002 (23)     | Goyang-si  | Vocal, Main Dance, Rap |
| May 메이             | Hirokawa Mao 廣川茉音 | 16. November 2004 (20) | Chōfu      | Vocal, Lead Dance      |
| Ehemalige Mitglieder |                       |                        |            |                        |
| Mirae 미래           | Kim Kyung-joo 김경주  | 26. März 1998 (26)     | Busan      | Team leader Main Vocal |
| Kokoro 코코로        | Katō Kokoro 加藤 心   | 1. November 2000 (24)  | Nagoya     | Vocal, Lead Dance      |
| Linlin 린린          | Huang Tzu Ting 黃紫婷 | 5. Juli 2003 (21)      | Taipeh     | Vocal, Lead Dance, Rap |

## Diskografie

### EPs
| Jahr | Titel Musiklabel                       | Höchstplatzierung, Gesamtwochen, AuszeichnungChartsChartplatzierungen (Jahr, Titel, Musiklabel, Platzierungen, Wochen, Auszeichnungen, Anmerkungen) | Anmerkungen                           |
| Jahr | Titel Musiklabel                       | KR | Anmerkungen                           |
| ---- | -------------------------------------- | --- | ------------------------------------- |
| 2021 | Cherry Rush FNC Entertainment, Kakao M | KR11 (8 Wo.)KR | Erstveröffentlichung: 20. Januar 2021 |
| 2022 | Cherry Wish FNC W, Kakao Entertainment | KR7 (6 Wo.)KR | Erstveröffentlichung: 2. März 2022    |
| 2023 | Cherry Dash FNC W, Kakao Entertainment | KR7 (2 Wo.)KR | Erstveröffentlichung: 7. März 2023    |

### Single-Alben
| Jahr | Titel Musiklabel                                    | Höchstplatzierung, Gesamtwochen, AuszeichnungChartsChartplatzierungen (Jahr, Titel, Musiklabel, Platzierungen, Wochen, Auszeichnungen, Anmerkungen) | Anmerkungen                           |
| Jahr | Titel Musiklabel                                    | KR | Anmerkungen                           |
| ---- | --------------------------------------------------- | --- | ------------------------------------- |
| 2019 | Let’s Play Cherry Bullet FNC Entertainment, Kakao M | KR11 (7 Wo.)KR | Erstveröffentlichung: 21. Januar 2019 |
| 2019 | Love Adventure FNC Entertainment, Kakao M           | KR9 (6 Wo.)KR | Erstveröffentlichung: 22. Mai 2019    |

### Singles
| Jahr | Titel Album                                 | Höchstplatzierung, Gesamtwochen, AuszeichnungChartsChartplatzierungen (Jahr, Titel, Album, Platzierungen, Wochen, Auszeichnungen, Anmerkungen) | Anmerkungen                            |
| Jahr | Titel Album                                 | KR | Anmerkungen                            |
| ---- | ------------------------------------------- | --- | -------------------------------------- |
| 2019 | Q&A Let’s Play Cherry Bullet                | — | Erstveröffentlichung: 21. Januar 2019  |
| 2019 | Really Really (네가 참 좋아) Love Adventure | — | Erstveröffentlichung: 22. Mai 2019     |
| 2020 | Hands Up (무릎을 탁 치고) –                 | — | Erstveröffentlichung: 11. Februar 2020 |
| 2020 | Aloha Oe (알로하오에) –                     | — | Erstveröffentlichung: 6. August 2020   |
| 2021 | Love So Sweet Cherry Rush                   | — | Erstveröffentlichung: 20. Januar 2021  |
| 2022 | Love in Space Cherry Wish                   | — | Erstveröffentlichung: 2. März 2022     |
| 2023 | P.O.W! (Play On the World) Cherry Dash      | — | Erstveröffentlichung: 7. März 2023     |

## Belege
1. ↑  AFNC launches new girl group to succeed AOA. In: The Korea Herald. 26. November 2018, abgerufen am 3. Februar 2019 (englisch).
2. ↑  Multinational girl group Cherry Bullet debuts with 'Q&A'. In: The Korea Times. 22. Januar 2019, abgerufen am 3. Februar 2019 (englisch).
3. ↑  FNC Entertainment Announces Kokoro, Mirae, And LinLin’s Departure From Cherry Bullet. In: soompi.com. 13. Dezember 2019, abgerufen am 13. Dezember 2019 (englisch).
4. ↑  CherryBullet lösen sich 5 Jahre nach ihrem Debüt endgültig auf.
5. 1 2 3 4  Cherry Bullet Members Profile (Updated!). In: kprofiles.com. 22. November 2018, abgerufen am 12. Juli 2024 (amerikanisches Englisch).
6. 1 2  Chartquellen:
  - Cherry Bullet in den Gaon Album Charts. Abgerufen am 29. März 2024. (KR)
7. ↑  Chartquellen:
  - Gaon Digital Chart. Abgerufen am 29. März 2024. (KR)